# Хелоу Кити
Хелоу Кити (на английски: Hello Kitty, (на японски: ハローキティ Harō Kiti) е най-известната измислена героиня на японската компания Санрио. Името означава буквално Котенцето Здравей.
Хелоу Кити е създадена през 1974 г. от компанията Санрио в Токио. Регистрирана е през 1976 г. и днес е световноизвестен образ.

## История
Отначало Хелоу Кити е трябвало да се казва „Бяло котенце“ (като едно от котетата на Алиса в книгата „Алиса в Огледалния свят“ на Луис Карол), тъй като по времето на създаването ѝ британската култура е доста популярна сред децата в Япония. Това предложение обаче е отхвърлено.
В измисления свят на Хелоу Кити живеят още семейството и многобройните ѝ приятели. След 2004 г. тя се сдобива с домашни любимци – коте, подарък от баща ѝ и хамстер, подарък от приятеля ѝ Даниел.

## Профил
- Име:Хелоу Кити
- Рожден ден: 1 ноември 1974
- Място на раждане: предградията на Кеймбридж
- Родители: Джордж и Мери Бел ©
- Сестра: Мими (близначка)
- Приятели: Кети (зайче), Фифи (овца), Трейси (миеща мечка), Джоуи (мишка)
- Височина: „колкото пет блестящи ябълки“
- Тегло: „колкото три блестящи ябълки“
- Умения: правене на курабийки и палачинки за приятели, оригами, тенис и др.
- Любима храна: ябълков пай, направен от майка ѝ (Мери)
- Хоби: пътешестване, музика, четене, приключения, намиране на нови приятели
- Любими думи: „приятелство“, „сладко“ (на японски: „kawaii“)
- Колекционира: малки симпатични неща, бонбони, златни рибки и др.
- Описание: Умно и добросърдечно котенце, много привързано към своята сестра-близначка Мими
- Любим (приятел): Милият Даниел (Dear Daniel)

## Хелоу Кити на пазара
Многобройни продукти с образа на Хелоу Кити заливат пазара в САЩ още от създаването ѝ. Въпреки че в началото целевата група са малките момичета, днес логото на Хелоу Кити може да се види върху продукти за всички възрасти. Голяма част от тях са канцеларски материали, но има и хранителни стоки, дрехи, козметика, портмонета, компютри и дори самолети
. Редица известни американци са забелязвани с продукти „Хелоу Кити“: Аврил Лавин, Камерън Диас, Хайди Клум, Стивън Тайлър, Кристина Агилера, Кармен Електра, Менди Мор, Парис Хилтън и др.
В Япония популярността на Хелоу Кити е проникнала във всички сфери на бита. Продуктите с нейното лого не се асоциират вече само с децата, но и с тийнейджърите, а дори и с възрастни, на които им допада „сладкия“, момичешки образ. Предлага се бельо за възрастни Хелоу Кити и даже сватбени рокли.
От 2004 г. котенцето е изобразено върху дебитна карта MasterCard от Legend Credit Inc. Картата е предназначена за малки момичета, които се учат да използват дебитна карта при пазаруване.
Първият продукт с образа на котето е малко портмоне от винил, което се е продавало за 240 йени (днес би струвало около €1.77). Продуктите с Хелоу Кити са над 22 000 и осигуряват половината годишен доход на компанията Санрио (около $500 милиона).

### Електронни игри
Произведени са няколко електронни игри, в които Хелоу Кити е гравен герой. Някои от тях са:
- Hello Kitty: Happy Party Pals (Nintendo, Game Boy Advance, THQ / Webfoot Technologies)
- Hello Kitty: Roller Rescue (Microsoft Xbox, Sony PlayStation 2, Nintendo GameCube, PC)
- Hello Kitty's Cube Frenzy (Nintendo Game Boy Color,
- Hello Kitty: Garden Panic (Dreamcast)

## Хелоу Кити във филмите
Създадени са няколко анимета за малки деца с Хелоу Кити.
Най-ранният анимационен сериал за Хелоу Кити е копродукция на САЩ и Япония от 1987. Сериалът пародира известни приказки и касови филми от периода.
През 1991 г. по американската телевизия тръгва японският сериал „Хелоу Кити и приятели“. В този сериал Кити е представена като малко момиче, което живее със своите майка, баща и сестра близначка Мими. Мими се различава от Кити по цвета на дрехите си и по това, че носи панделка под другото си ухо.
Хелоу Кити се появява и по японската телевизия: сериалът „Рая на Хелоу Кити“ (Hello Kitty's Paradise) е излъчен в 16 епизода между 1993 и 1994 г.

## Междукултурни препратки
- В епизода „Тридесет минути над Токио“ на телевизионния сериал „Семейство Симпсън“, семейството пътува над Япония и прелита над фабрика за продукти с Хелоу Кити. Воят, който се разнася оттам, загатва, че за изготвянето на стоките се използват истински котки.
- В сериала „Мрачните приключения на Били и Манди“ има котка Саси, която е пародия на Хелоу Кити.
- В епизода „Правете любов, не Warcraft“ на сериала „South Park“, Бътърс твърди, че не играе World of Warcraft, а измислена игра Хелоу Кити – приключението на острова.
- В един от епизодите („No Man's Land“) на сериала „Анатомията на Грей“ Ици носи панталонки „Хелоу Кити“. Мередит я поздравява с думите „Здравей, Котенце“ („Хелоу Кити“)
- Във филма „Metropia“, главният герой използва кукла „Хелоу Кити“ с експлозив, за да унищожи компютърна мрежа.

## Друга информация
- През август 2007 г. излиза нареждане тайландските полицаи, извършили дребни нарушения като закъснение или неправилно паркиране, да бъдат задължени да носят няколко дни на ръкавите си емблемата Hello Kitty като наказание. [3]
- Аврил Лавин (Avril Lavigne) пуска своя песен през 2014 – „Hello Kity“, която е част от албума, носещ името на талантливата певица.

### Статии
- Историята на Hello Kitty Архив на оригинала от 2007-04-02 в Wayback Machine. ((en))
- Интервю със създателя на Hello Kitty – Кен Белсън в списание PopCult Архив на оригинала от 2007-04-03 в Wayback Machine. ((en))
- Статия за Hello Kitty в San Francisco Gate Архив на оригинала от 2006-12-31 в Wayback Machine. ((en))

|  | Тази страница частично или изцяло представлява превод на страницата Hello Kitty в Уикипедия на английски. Оригиналният текст, както и този превод, са защитени от Лиценза „Криейтив Комънс – Признание – Споделяне на споделеното“, а за съдържание, създадено преди юни 2009 година – от Лиценза за свободна документация на ГНУ. Прегледайте историята на редакциите на оригиналната страница, както и на преводната страница, за да видите списъка на съавторите. ВАЖНО: Този шаблон се отнася единствено до авторските права върху съдържанието на статията. Добавянето му не отменя изискването да се посочват конкретни източници на твърденията, които да бъдат благонадеждни. |